# Тривенто
Тривенто (итал. Trivento) је насеље у Италији у округу Кампобасо, региону Молизе.
Према процени из 2011. у насељу је живело 1804 становника. Насеље се налази на надморској висини од 595 м.

## Становништво
| 1931. | 1936. | 1951. | 1961. | 1971. | 1981. | 1991. | 2001. | 2011. |
| ----- | ----- | ----- | ----- | ----- | ----- | ----- | ----- | ----- |
| 5.670 | 5.792 | 6.440 | 6.418 | 5.904 | 5.764 | 5.281 | 5.313 | 4.812 |